# هومر هيكام
هومر هيكام (بالإنجليزية: Homer Hickam) (و. 1943 – م) هو مهندس فضاء جوي، ومهندس، وروائي، وكاتب سير ذاتية، وكاتب، وكاتب سيناريو، وكاتب خيال علمي من الولايات المتحدة الأمريكية.

## التعليم
تعلم في جامعة فرجينيا للتقنية.

## أعمال بارزة
من أهم أعماله:
- Rocket Boys.

## الخدمة العسكرية
خدم في القوات البرية للولايات المتحدة.

## جوائز
حصل على جوائز منها:
- ميدالية النجمة البرونزية.

## وصلات خارجية
- هومر هيكام على موقع IMDb (الإنجليزية)
- هومر هيكام على موقع قاعدة بيانات الفيلم (الإنجليزية)